# Mojković
Mojković (izvirno srbsko Мојковић) je naselje v Srbiji, ki upravno spada pod Občino Krupanj; slednja pa je del Mačvanskega upravnega okraja.

## Demografija
V naselju, katerega izvirno (srbsko-cirilično) ime je Мојковић, živi 649 polnoletnih prebivalcev, pri čemer je njihova povprečna starost 44,1 let (43,0 pri moških in 45,3 pri ženskah). Naselje ima 268 gospodinjstev, pri čemer je povprečno število članov na gospodinjstvo 2,95.
To naselje je, glede na rezultate popisa iz leta 2002, večinoma srbsko.
|  |

| Demografija | Demografija     | Demografija     |
| Leto        | Št. prebivalcev | Št. prebivalcev |
| ----------- | --------------- | --------------- |
|             |                 |                 |
|             |                 |                 |
|             |                 |                 |
|             |                 |                 |
| 1948        | 1364            |                 |
| 1953        | 1417            |                 |
| 1961        | 1253            |                 |
| 1971        | 1192            |                 |
| 1981        | 1032            |                 |
| 1991        | 909             | 902             |
| 2002        | 799             | 790             |
|             |                 |                 |

| Etnična sestava po popisu iz leta 2002 | Etnična sestava po popisu iz leta 2002 | Etnična sestava po popisu iz leta 2002 | Etnična sestava po popisu iz leta 2002 | Etnična sestava po popisu iz leta 2002 |
| -------------------------------------- | -------------------------------------- | -------------------------------------- | -------------------------------------- | -------------------------------------- |
| Srbi                                   | Srbi                                   |                                        | 781                                    | 98,86%                                 |
| Romi                                   | Romi                                   |                                        | 4                                      | 0,50%                                  |
| Rusi                                   | Rusi                                   |                                        | 2                                      | 0,25%                                  |
| Hrvati                                 | Hrvati                                 |                                        | 1                                      | 0,12%                                  |
| Bošnjaki                               | Bošnjaki                               |                                        | 1                                      | 0,12%                                  |
| Neznano                                | Neznano                                |                                        | 1                                      | 0,12%                                  |